# Slack Technologies
Slack Technologies, Inc.  (originalmente Tiny Speck) é uma empresa de software americana (anteriormente canadense) fundada em 2009, em Vancouver, Colômbia Britânica, Canadá. A equipe do núcleo é, em grande parte desenhada a partir dos fundadores da Ludicorp, a empresa que criou o Flickr. Fora da sua sede, em San Francisco, Califórnia, a Slack opera escritórios em Dublin, Vancouver, Nova Iorque, Toronto,  Londres, Tóquio, Oslo, Paris, Hong Kong e Melbourne.

## História

### Financiamento inicial eGlitch
Sob o nome de Tiny Speck, a empresa recebeu um investidor-anjo de US$ 1,5 milhões em 2009,  seguido de um investimento de US$ 5 milhões em 2010 da Accel Partners e da Andreessen Horowitz, com uma segunda rodada de investimentos no valor de US$ 10,7 milhões em 2011.
O primeiro produto da empresa foi um jogo de computador chamado de Glitch— um MMORPG social com gráficos em 2D altamente estilizados, onde "os jogadores têm de aprender como encontrar e cultivar recursos, identificar e construir a comunidade e, em todos os níveis do jogo, proselitizar para aqueles ao seu redor". Originalmente programado para lançamento na Primavera de 2011, Glitch lançado em setembro 27, 2011, mas, posteriormente, "deslançado" para melhorar a jogabilidade. Em novembro de 2012, foi anunciado que os servidores do jogo seriam fechado a partir de 9 de dezembro de 2012.

### O Slacke reforço no financiamento
Após o encerramento do jogo Glitch, a empresa lançou o Slack, plataforma e aplicativo de colaboração em tempo real, com investimentos de US$ 17 milhões da Andreessen Horowitz, Accel Partners e da The Social+Capital Partnership. Após o lançamento do Slack, a empresa renomeou a si mesma como Slack Technologies em agosto de 2014.
A empresa investiu US$ 42.75 milhões em abril de 2014. Em outubro de 2014, a empresa investiu US$ 120 milhões em capital de risco, com uma avaliação de US$ 1.2 bilhões liderada pela Kleiner Perkins Caufield & Byers e Google Ventures. Em Março de 2015, a empresa assinou um acordo com os investidores para levantar até US$ 160 milhões em uma rodada de financiamento que avaliou a empresa em US$ 2.76 bilhões. Os novos investidores incluem Institutional Venture Partners, Horizons Ventures, Index Ventures e a DST Global. Em abril de 2015, a empresa arrecadou mais US$ 160 milhões. Em Maio de 2015, a Social Capital foi um dos principais investidores em uma rodada de captação da Slack Technologies.
Em 2016, o Slack foi classificada em primeiro lugar sobre a lista Forbes Cloud 100.
Em setembro de 2017, o Slack levantou US$ 250 milhões, a maioria dos quais veio da Softbank's Vision Fund. Esta rodada coloca a margem de atraso total da arrecadação de US$ 841 milhões e a sua valorização em US$ 5,1 bilhões (incluindo o dinheiro investido). No início de 2018, a Slack anunciou que a empresa teria seu primeiro CFO, Allen Shim. Como por setembro de 2018, a empresa estava se preparando para uma oferta pública inicial no primeiro semestre de 2019.